# بروتلاند تيمبرز 2
بورتلاند تمبرز 2 (بالإنجليزية: Portland Timbers 2)‏ هو فريق كرة قدم أمريكي أسس في سنة 2014 بمدينة بورتلاند في ولاية أوريغون الأمريكية هذا الفريق هو الفريق الثاني بعد نادي بورتلاند تمبرز والذي يلعب في الدوري الأمريكي لكرة القدم ، ويلعب بورتلاند تمبرز 2 حاليا في بطولة الدوري الامريكي على ملعب بروفندس